# Parenchyme pulmonaire
Le parenchyme pulmonaire est la partie intime du poumon composée des bronchioles respiratoires, des conduits alvéolaires et des alvéoles. Sa structure est composée de capillaires sanguins servant à faciliter le contact avec l'air alvéolaire.